# Hraunsfjörður
Hraunsfjörður (in lingua islandese: Fiordo della lava) è un fiordo situato nel settore nordoccidentale dell'Islanda. 

## Descrizione
Hraunsfjörður è un piccolo fiordo, situato sulla sponda settentrionale della penisola di Snæfellsnes, nella regione del Vesturland. È una diramazione del fiordo Urtuvalafjörður, che fa parte dell'ampio Breiðafjörður.
L'Urtuvalafjörður si divide in due diramazioni: Kolgrafafjörður e Hraunsfjörður, che è disabitato. La parte frontale del Hraunsfjörður viene indicata anche come Seljafjörður.
Il Hraunsfjörður è situato a est del Kolgrafafjörður e si estende come uno stretto braccio verso i monti Helgrindur con il sistema vulcanico Lýsuskarð. Inoltre, il campo di lava di Berserkjahraun si estende in alcune aree nel fiordo. Ha avuto origine dal vicino sistema vulcanico del Ljósufjöll. 
Negli altopiani della parte alta del fiordo sono presenti due laghetti dove si pratica la pesca alla trota: Hraunsfjarðarvatn e Baulárvallavatn.

## Vie di comunicazione
Dal 1963 la strada S54 Snæfellsnesvegur attraversa il fiordo su dighe e un ponte lungo 36 metri. Prima di allora la strada passava su un ponte costruito nel punto più stretto del fiordo, chiamato Mjósund (canale stretto). Il ponte era stato costruito nel 1961 ed era all'epoca il più antico ponte che attraversava un fiordo in Islanda. Ora vi passa la strada L558 Berserkjahraunsvegur.